# Кумысолечебница (Николаевский район)
Кумысолечебница — посёлок в Николаевском районе Волгоградской области России. Входит в состав Совхозского сельского поселения. Население 230 чел. (2010), из них 66 % (2002) — казахи.

## История
В соответствии с Законом Волгоградской области от 14 февраля 2005 года № 1005-ОД посёлок вошёл в состав образованного Совхозского сельского поселения.

## География
Расположен на северо-востоке региона, по левобережью Волгоградского водохранилища возле Нижнекисловского канала, в пределах степной зоны Низкого Заволжья.
Уличная сеть состоит из трёх географических объектов: ул. Весенняя, ул. Вишневая, ул. Садовая.
Абсолютная высота 39 метров над уровнем моря.

## Население
| 2010 |
| ---- |
| 230  |

Гендерный состав
По данным Всероссийской переписи населения 2010 года в гендерной структуре населения из 230 человек мужчин — 96, женщин — 134 (41,7 и 58,3 % соответственно).
Национальный состав
Согласно результатам переписи 2002 года, в национальной структуре населения
казахи	составляли 66 %,русские 29 % из общей численности населения в 252 чел..

## Инфраструктура
Кумысолечебница.

## Транспорт
стоит на автодороге муниципального значения.